# 长鼻袋鼠属
長鼻袋鼠屬，哺乳綱的一屬，而與長鼻袋鼠屬（長鼻袋鼠）同科的動物尚有麝袋鼠屬（麝袋鼠）、荒漠袋鼠屬（荒漠袋鼠）等之數種哺乳動物。